# Liste des stations balnéaires marocaines
Cette liste (non exhaustive) présente les principales stations balnéairesmarocaines. Le découpage choisi est celui des « côtes ».
Les côtes marocaines longues d'environ 3 500 km sont très réputées.

## Côtes méditerranéennes
- Saidia
- Cap de l'Eau
- Nador
- Al Hoceima
- M'Diq
- Tetouan
- Fnideq
- Tanger
- Cabo Negro

## Côtes atlantiques
- Moulay Bousselham
- Larache
- Assilah
- Mehdia (Près de Kénitra)
- Salé
- Plages de Rabat
- Temara
- Skhirat
- Bouznika
- Mohammedia
- Plages de Casablanca
- Dar Bouâzza (à 24km au sud-ouest de Casablanca)
- El Jadida
- Sidi Bouzid
- Oualidia
- Safi
- Essaouira
- Taghazout
- Plage d'Agadir
- Sidi Ifni

## Côtes sahariennes
- Lâayoune plage
- Dakhla

## Liste des nouvelles stations balnéaires duPlan azur
- Station balneaire Mediterrania Saïdia
- Station balneaire Port Lixus
- Station balneaire Mogador Essaouira
- Station balneaire Taghazout-Argana Bay
- Station balneaire Mazagan Beach Resort
- Station balneaire Plage Blanche-Guelmim